# جیمی دورماز
یاکوپ جیمی دورماز (ترکی استانبولی: Jakup Jimmy Durmaz؛ زادهٔ ۲۲ مارس ۱۹۸۹) بازیکن فوتبال آشوری‌تبار اهل سوئد است.

## باشگاهی
از باشگاه‌هایی که در آن بازی کرده‌است می‌توان به مالمو، گنچلربیرلیغی، المپیاکوس و تولوز اشاره کرد.

## تیم ملی
وی همچنین در تیم ملی فوتبال سوئد بازی کرده‌است.